# Indywidualne Mistrzostwa Świata w Speedrowerze 1962
Indywidualne Mistrzostwa Świata w Speedrowerze 1962 - 3. edycja rozgrywek wyłaniających najlepszego speedrowerzystę świata.
Turniej rozgrywany był na Harrison Park w Edynburgu (Wielka Brytania). Ponownie całe podium przypadło reprezentantom Anglii. Zwyciężył Mike Parkins, po wyścigu dodatkowym, w którym pokonał Dereka Garnetta. Trzeci był Brian Moston.

## Wyniki finału
| Msc. | Zawodnik       | Kraj    | Pkt. |
| ---- | -------------- | ------- | ---- |
| 1.   | Mike Parkins   | Anglia  | 13+3 |
| 2.   | Derek Garnett  | Anglia  | 13+2 |
| 3.   | Brian Moston   | Anglia  | 12   |
| 4.   | Mike Cockroft  | Anglia  | 11   |
| 5.   | Dixie Dean     | Anglia  | 10   |
| 6.   | Vic Hinchliffe | Anglia  | 10   |
| 7.   | Bert Harkins   | Szkocja | 9    |
| 8.   | John Murphy    | Szkocja | 7    |
| 9.   | Roger Kirk     | Anglia  | 6    |
| 10.  | Ray Lewis      | Anglia  | 6    |
| 11.  | John Spiers    | Szkocja | 5    |
| 12.  | Glynn Brimson  | Anglia  | 5    |
| 13.  | Norrie Allen   | Szkocja | 4    |
| 14.  | Tam Daly       | Szkocja | 4    |
| 15.  | Clive Hurrell  | Szkocja | 2    |

Sędzia:  Doug Maxwell